# 福島県道71号勿来浅川線
福島県道71号勿来浅川線（ふくしまけんどう71ごう なこそあさかわせん）は、福島県いわき市から石川郡浅川町に至る県道（主要地方道）である。

## 概要
- 起点：いわき市錦町字大島
- 終点：石川郡浅川町東大畑字道ケ作
- 総延長：47.119 km[1]
  - 実延長：45.684 km[1]

## 歴史
- 1993年（平成5年）5月11日 - 建設省から、県道小川錦線・県道皿貝勿来停車場線の一部・県道旅人勿来線の一部・県道黒田浅川線が勿来浅川線として主要地方道に指定される[2]。
- 1994年（平成6年）4月1日 - 福島県によって現在の路線が県道認定される[3]。
- 2016年12月19日 - 国道349号鮫川バイパスの旧道部分の国道指定解除に伴い、従来旧国道と重用していた区間が鮫川バイパス経由に変更となる。またこれにより福島県道25号棚倉鮫川線との重用区間が解消され、新たに福島県道242号赤坂東野塙線との重用区間が生じた[4]。
- 2017年5月7日 - 県道242号の起点が変更され、旧国道349号部が追加指定されたことにより、当県道との重用区間が約120m延長される[5]。

## 路線状況

### 重複区間
- 福島県道134号皿貝勿来停車場線（いわき市川部町字北ノ内 - 同市田人町黒田字大久保）
- 福島県道105号旅人勿来線（いわき市川部町松ノ下 - 同市田人町旅人字下平石）
- 福島県道390号才鉢前山線（いわき市田人町貝泊字コブキ - 同市田人町貝泊字耕土）
- 福島県道242号赤坂東野塙線（東白川郡鮫川村赤坂東野字広畑 - 同郡同村赤坂中野字巡ヶ作）
- 国道349号鮫川バイパス（東白川郡鮫川村赤坂中野字巡ヶ作 - 同郡同村赤坂中野字伏木田）
- 福島県道75号塙泉崎線（石川郡浅川町根岸字森際 - 同郡同町東大畑字道ケ作（終点））

### 異常気象時通行規制区間
- いわき市錦町大島 - 同市錦町江栗馬場（延長1.0 km）：冠水の危険のため時間雨量30 mmにて通行止め[6]。
- いわき市川部町 - 同市川部町（延長0.8 km）：落石崩壊の危険のため連続雨量120 mmにて通行止め[6]。
- いわき市田人町貝泊 - 石川郡古殿町大字松川（延長7.5 km）：落石崩壊の危険のため連続雨量120 mmにて通行止め[6]。

### 道路施設
小川橋
- 全長：44.135m
  - 主径間：21.365m
- 幅員：6.0(10.0)m
- 形式：2径間PC単純プレテンT桁橋
- 竣工：1995年

小川橋側道橋
- 全長：43.6m
- 幅員：2.8m
- 竣工：1984年

いわき市沼部町字鹿野から川部町字北ノ内に至り、二級水系鮫川水系四時川河口部を渡る。緊急地方道整備事業として1992年度より建設された。付近は鮎の釣り場として有名なため、建設時は河川が濁らないように注意が払われた。総工費は4億9500万円。橋上は上下対向2車線で供用され、下り線側に歩道が設置されている。また、上り線側には架け替え前に整備された人道橋が架設されている。西詰は福島県道134号が分岐する丁字路の突き当りである。
新松ノ下橋
- 全長：77.0m
  - 主径間：42.0m
- 幅員：6.0(11.0)m
- 形式：2径間鋼連続鈑桁橋
- 竣工：2004年度

いわき市川部町松ノ下から田人町旅人字井戸沢に至り、二級水系鮫川水系荷路夫川を渡る。近接する福島県道105号旅人勿来線川原大橋と同様に幅員狭小、急勾配、悪線形の解消のためにバイパス工事が行われたのに伴い建設された。総工費は6億500万円。
鶴井橋
- 全長：19.9m
- 幅員：6.5m
- 竣工：1971年

古殿町松川字滝ノ平にて二級水系鮫川水系小松川を渡る。

## 地理

### 通過する自治体
- 福島県
  - いわき市
  - 石川郡古殿町
  - 東白川郡鮫川村
  - 石川郡浅川町

### 交差する道路
- いわき市

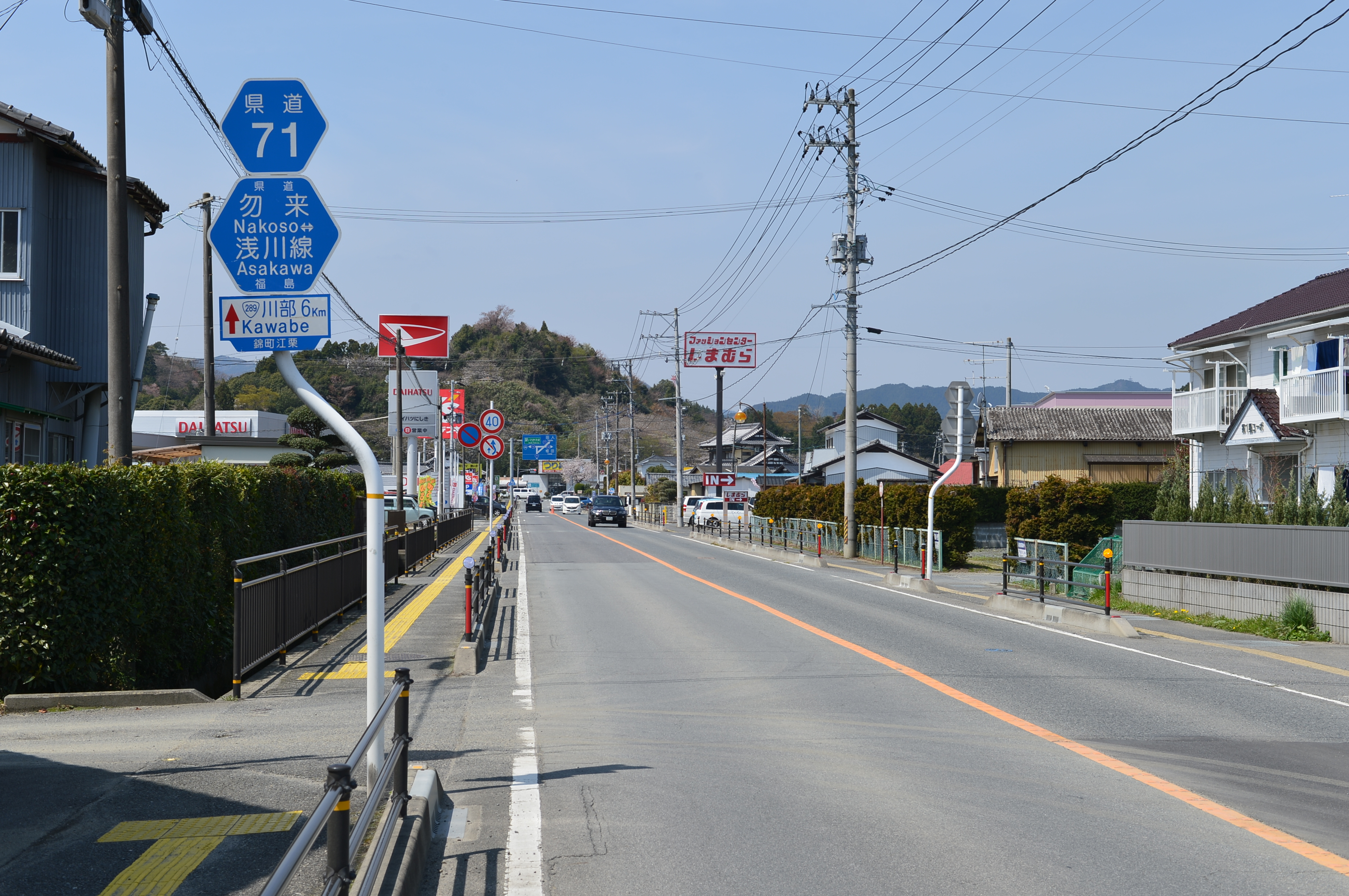
福島県道71号勿来浅川線
いわき市錦町江栗（2015年4月）

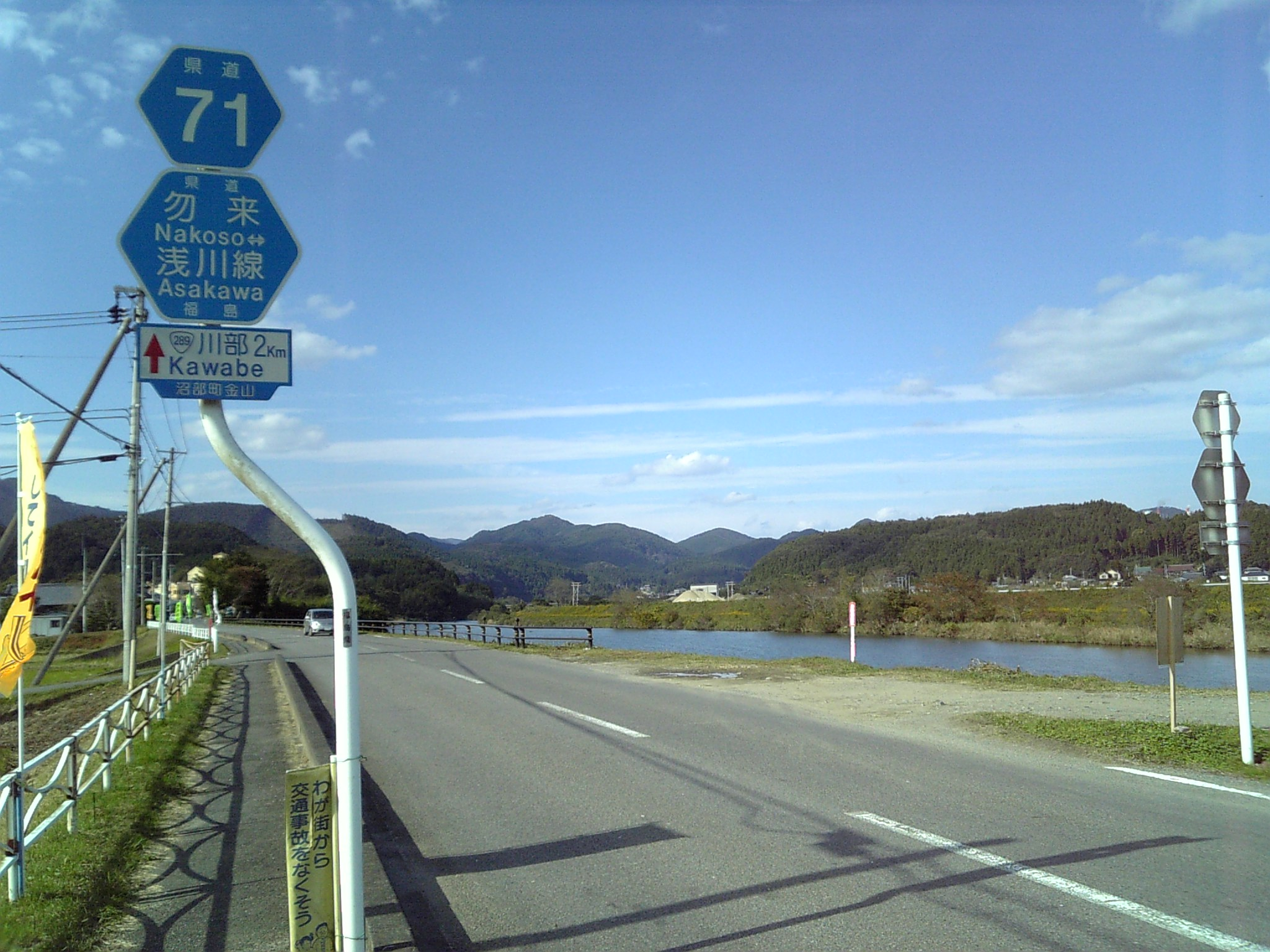
いわき市沼部町付近。（2007年11月）

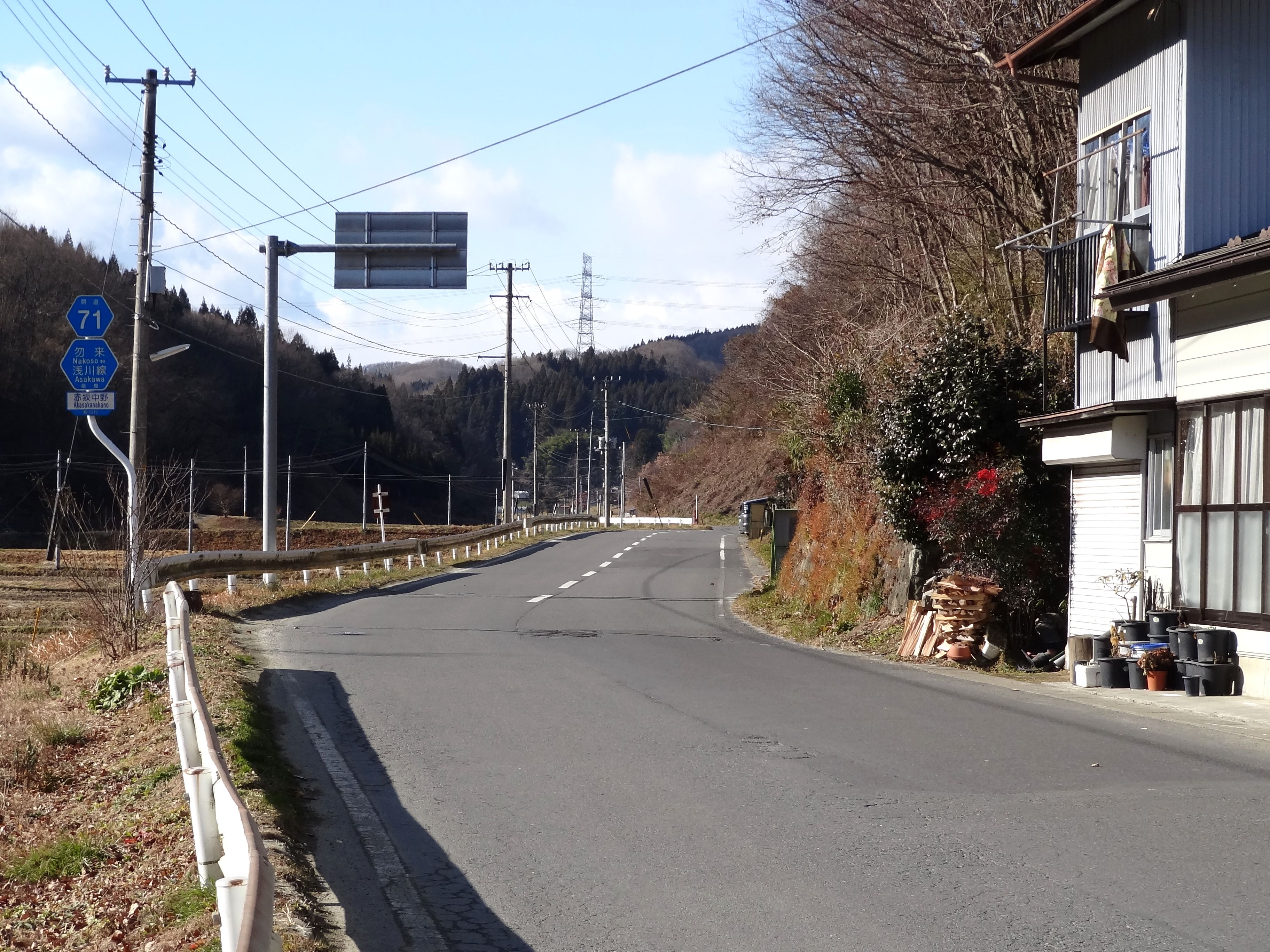
東白川郡鮫川村大字赤坂中野付近

  - 福島県道56号常磐勿来線（錦町字大島（大島交差点） 起点）
  - 福島県道238号窪田江栗線（錦町字江栗前）
  - 福島県道10号日立いわき線（錦町字鬼越下）
  - 福島県道134号皿貝勿来停車場線 勿来方面（川部町字北ノ内）
  - 福島県道105号旅人勿来線 勿来方面（川部町字松ノ下）
  - 福島県道105号旅人勿来線 国道289号方面（田人町旅人字下平石）
  - 福島県道134号皿貝勿来停車場線 皿貝方面（田人町黒田字大久保）
  - 福島県道390号才鉢前山線 前山方面（田人町貝泊字コブキ）
  - 福島県道390号才鉢前山線 才鉢方面（田人町貝泊字耕土）
- 古殿町
  - 福島県道135号三株下市萱小川線（松川字滝ノ平）
- 鮫川村
  - 国道349号鮫川バイパス 水戸市方面・福島県道242号赤坂東野塙線 塙町方面（赤坂中野字巡ケ作）
  - 福島県道25号棚倉鮫川線（赤坂中野字宿ノ入）
  - 国道349号鮫川バイパス 田村市方面（赤坂中野字伏木田）
  - 福島県道274号赤坂西野石川線（赤坂西野字滑石）
- 浅川町
  - 福島県道75号塙泉崎線 塙町方面（根岸字森際）
  - 国道118号（福島県道75号塙泉崎線 泉崎村方面重用区間）・福島県道178号磐城浅川停車場線（東大畑字道ケ作 終点）

### 沿線にある施設など
- いわき市立錦小学校
- 福島県立修明高等学校鮫川校